# Небольсин, Василий Васильевич
Васи́лий Васи́льевич Небольси́н (30 мая [11 июня] 1898, Харьков, Российская империя ― 29 ноября 1959, Москва, СССР) ― советский дирижёр. Народный артист РСФСР (1955). Лауреат Сталинской премии второй степени (1950).

## Биография
Родился 30 мая (11 июня) 1898 года в Харькове.
В 1914 г. окончил Полтавское музыкальное училище по классу скрипки. Затем учился в Музыкально-драматическом училище Московского филармонического общества (с 1919 — Государственный институт музыкальной драмы) по классу скрипки и у А. Н. Корещенко по классу композиции. В 1916—1917 гг. играл в оркестре С. Кусевицкого. В 1920 г., по окончании института, принят в Большой театр на должность хормейстера. В 1922 году дебютировал там же как дирижёр.
Преподавал дирижирование в МГК имени П. И. Чайковского (1940—1945).
Умер 29 ноября 1959 года. Похоронен на Введенском кладбище (10 уч.).

## Творчество
Под управлением Небольсина ставились преимущественно оперы русского классического репертуара:
- «Иван Сусанин» М. И. Глинки
- «Борис Годунов» и «Хованщина» М. П. Мусоргского
- «Пиковая дама» и «Мазепа» П. И. Чайковского
- «Садко», «Сказание о невидимом граде Китеже и деве Февронии», «Золотой петушок» Н. А. Римского-Корсакова
- «Дубровский» Э. Ф. Направника

Небольсин также дирижировал балетными спектаклями, а с 1928 ― симфоническими концертами МГАФ, где помимо прочего руководил концертными исполнениями опер русского и зарубежного репертуара. Написал два балета, две симфонии и другие произведения.

## Награды и признание
- Сталинская премия второй степени (1950) — за дирижирование оперным спектаклем «Мазепа» П. И. Чайковского
- Заслуженный артист РСФСР (2 июня 1937)
- Заслуженный деятель искусств РСФСР (27 мая 1951)
- Народный артист РСФСР (1955)
- Орден «Знак Почёта» (02.06.1937) — за выдающиеся заслуги в деле развития оперного и балетного искусства

## Фильмография
- фильм-опера «Борис Годунов».

## Источник
- Музыкальная энциклопедия. Гл. ред. Ю. В. Келдыш. — М.: Советская энциклопедия, 1973―1982.